# Komboloi

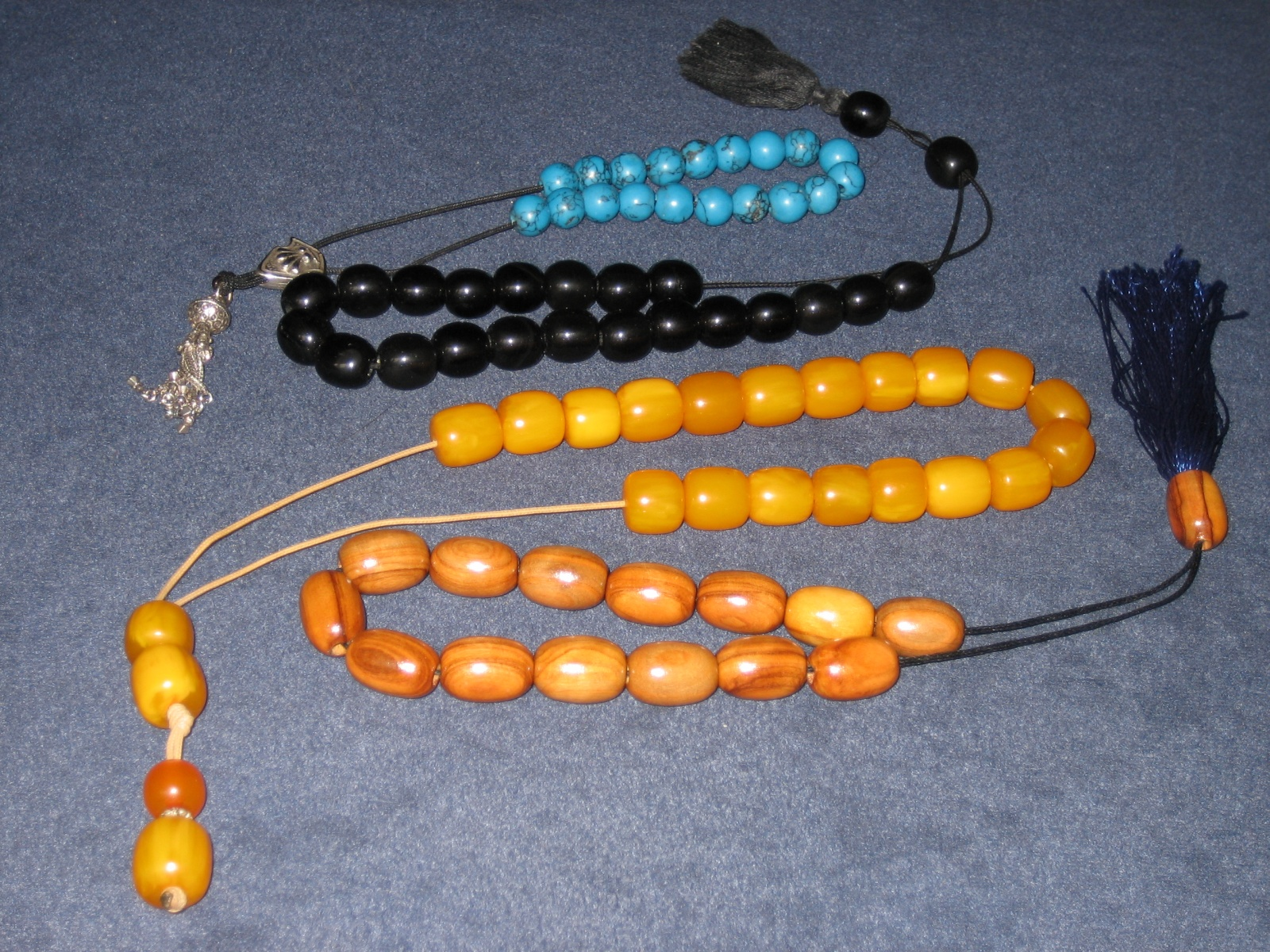
Kombológia de diferents materials, de dalt a baix: turquesa, obsidiana, faturan i ambre del Iemen.

Un komboloi (grec: κομπολόι, pl. κομπολόγια, kombológia) és un objecte similar a un rosari o a un tasbih, però sense funció religiosa. S'utilitza per a tenir les mans ocupades i va ser molt popular a finals del segle XX a Grècia. D'aleshores ençà, el seu ús s'ha reduït.

## Etimologia

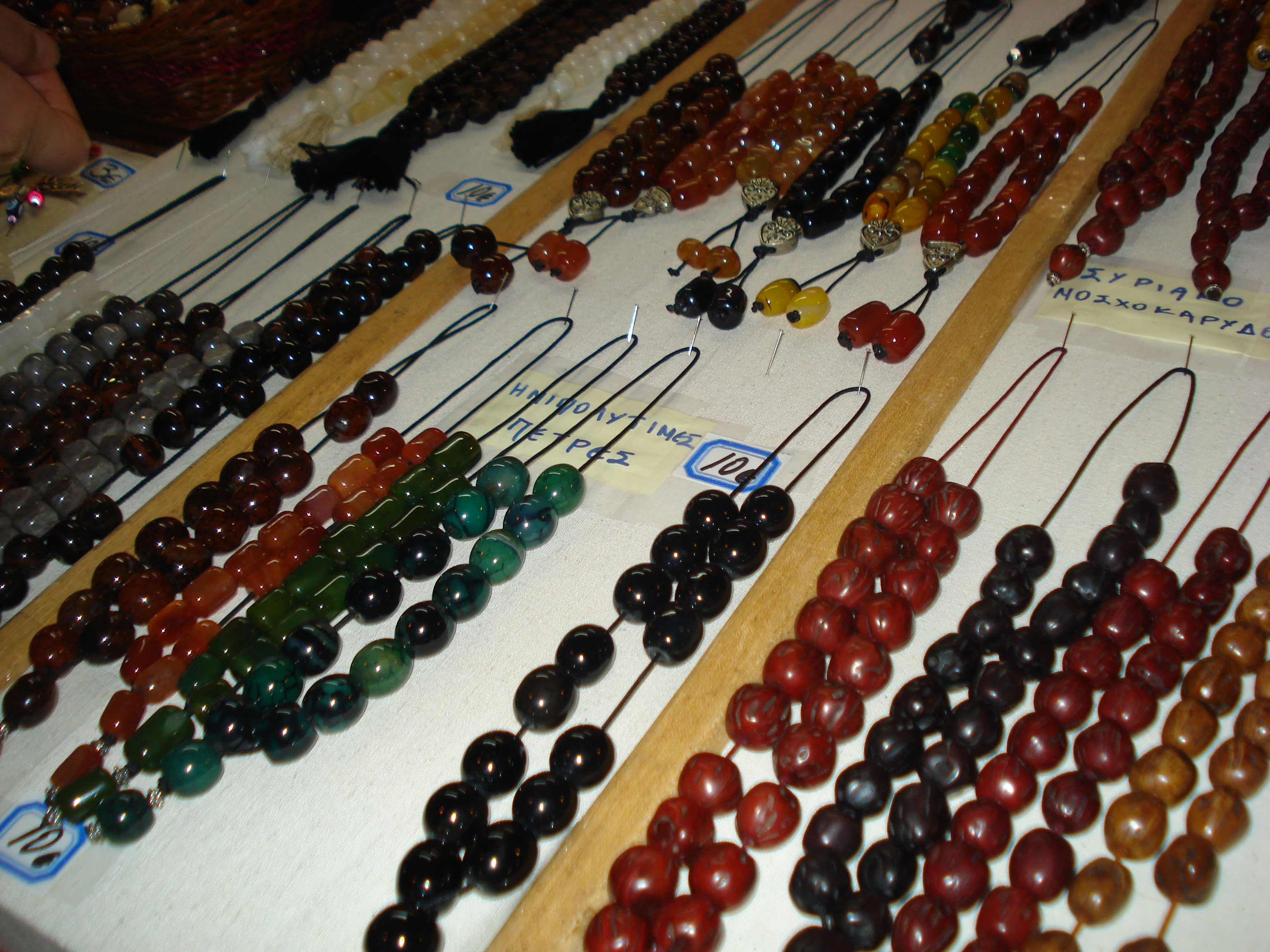
Venda de Kombológia al mercat de Nadal de Marussi.

La paraula en grec modern κομπολόι deriva del grec medieval κομβολόγιον (κόμβος (nus) i -λόγιο (col·lecció). També es considera que κομπολόι és una mena d'acrònim de la frase "σε κάθε κόμπο προσευχή λέω" (literalment: en cada nus oració dic); la combinació de κόμπο+λέω (kombo+leo) hauria donat komboloi.